# سرچوار
سرچوار (به لاتین: Sərçuvar) 
(به تالشی: Sərçivo) یک منطقهٔ مسکونی در جمهوری آذربایجان است که در شهرستان ماساللی واقع شده‌است. سرچوار ۱٬۴۴۴ نفر جمعیت دارد.

## ریشه واژه
سر در زبان تالشی به معنی سر و بالا و چیوُ به معنی دربرگیرنده و احاطه کننده است. معنی کلی آن تپه احاطه کننده یا پیرامون و اطراف تپه است.